# Диплегія
Диплегія (Diplegia) — параліч, що уражає обидві половини тіла, причому більшою мірою ноги, ніж руки. Церебральна диплегія (cerebral diplegia) є різновидом церебрального паралічу, при якій спостерігається велике ураження клітин мозку, які контролюють рухи кінцівок, в обох півкулях головного мозку. Є клінічним синдромом деяких хвороб.